# Artiom Lewin
Artiom Walerjewicz Lewin (ur. 8 grudnia 1986 w Prokopjewsku) – rosyjski kick-boxer i zawodnik muay thai, mistrz świata m.in. It’s Showtime, WBC Muay Thai, WKN oraz GLORY.

## Kariera kickbokserska
Lewin jest utytułowanym zawodnikiem boksu tajskiego. W jego amatorskim dorobku są złote medale mistrzostw świata IFMA oraz dwukrotnie złoto na Igrzyskach Sportów Walki z 2010 oraz 2013. Jest również wielokrotnym mistrzem Rosji w muay thai. W 2007 zdobył swój pierwszy zawodowy tytuł organizacji World Muaythai Council rangi europejskiej. Jeszcze w tym samym roku został mistrzem interkontynentalnym WMC w wadze 76 kg. W 2010 zdobył pas mistrzowski It’s Showtime w wadze 77 kg, pokonując Marokańczyka L'houcine Ouzgniego. Tytuł obronił rok później, nokautując Surinamczyka Murthela Groenharta. 
Przez następne lata zdobywał tytuły mniejszych federacji m.in. WBC Muay Thai, gdzie w 2011 odebrał pas WBC Kaoklai Kaennorsingowi. Od 2013 jest związany głównie z GLORY, gdzie w 2013 doszedł do finału turnieju wagi średniej, a w 2014 wygrał go, pokonując w finale Joe Schillinga, zostając równocześnie mistrzem świata GLORY w wadze średniej. 8 sierpnia 2015 na GLORY 21 zremisował z Kanadyjczykiem Simonem Marcusem, zachowując tytuł. 26 lutego 2016 w rewanżowym starciu z Marcusem, stracił tytuł w kontrowersyjnych okolicznościach. Lewin w trzeciej rundzie mistrzowskiego boju, zrezygnował z kontynuowania pojedynku, zarzucając sędziemu stronniczość i poddał walkę.
Po półtorarocznej przerwie od startów 20 kwietnia 2018 został mistrzem ACB Kickboxing w kat. 85 kg po pokonaniu Białorusina Ihara Buhajenki.

## Osiągnięcia[8]
Zawodowe:
- 2018: mistrz ACB Kickboxing w kat. -85 kg
- 2015: mistrz świata WKN Muay Thai w wadze junior ciężkiej (-88 kg)[9]
- 2014–2016: mistrz świata GLORY w wadze średniej (-85 kg)
- 2014: GLORY Middleweight Last Man Standing Tournament – 1. miejsce w turnieju
- 2013: GLORY Middleweight World Championship Tournament – finalista turnieju
- 2011: mistrz świata WBC Muay Thai w wadze półciężkiej
- 2010: mistrz świata It’s Showtime w wadze 77 kg
- 2008: The Contender Asia Season 2 – 1. miejsce w turnieju
- 2008: Battle of Champions – 1. miejsce w turnieju
- 2007: mistrz interkontynentalny WMC w kat. 76 kg
- 2007: mistrz Europy WMC EMF w kat. 76 kg

Amatorskie:
- 2015: Mistrzostwa Rosji IFMA w Muaythai – 1. miejsce (86 kg)
- 2014: Mistrzostwa Rosji IFMA w Muaythai – 1. miejsce (86 kg)
- 2013: II Igrzyska Sportów Walki w Muaythai – 1. miejsce (81 kg)
- 2013: Mistrzostwa Rosji IFMA w Muaythai – 1. miejsce (81 kg)
- 2012: Mistrzostwa Świata IFMA w Muaythai – 1. miejsce (81 kg)
- 2012: Mistrzostwa Europy IFMA w Muaythai – 1. miejsce (81 kg)
- 2011: Mistrzostwa Europy IFMA w Muaythai – 1. miejsce (81 kg)
- 2010: I Igrzyska Sportów Walki w Muaythai – 1. miejsce (75 kg)
- 2010: Mistrzostwa Europy IFMA w Muaythai – 1. miejsce (75 kg)
- 2009: Mistrzostwa Europy IFMA w Muaythai – 1. miejsce (75 kg)
- 2008: Igrzyska IFMA Busan TAFISA w Muaythai – 1. miejsce (75 kg)
- 2007: Mistrzostwa Świata IFMA w Muaythai – 1. miejsce (75 kg)
- 2006: Mistrzostwa Świata IFMA w Muaythai – 1. miejsce (75 kg)
- 2006: Mistrzostwa Świata WMF w Muaythai – 1. miejsce (75 kg)
- 2005: Mistrzostwa Świata WMF w Muaythai – 1. miejsce (67 kg)
- 2004: Mistrzostwa Europy IFMA w Muaythai – 1. miejsce (67 kg)
- 2003–2011: Mistrzostwa Rosji IFMA w Muaythai – 1. miejsce